# Satchel
 (avril 2013).
Si vous disposez d'ouvrages ou d'articles de référence ou si vous connaissez des sites web de qualité traitant du thème abordé ici, merci de compléter l'article en donnant les références utiles à sa vérifiabilité et en les liant à la section « Notes et références ».
Pour le groupe de rock alternatif américain, voir Satchel (groupe).
Russ Parrish (né le 24 novembre 1970 à Redwood City, en Californie) est un guitariste américain connu sous le nom de scène Satchel dans le groupe de glam metal Steel Panther (anciennement connu sous le nom Métal Skool).
Russ est également le leader de son propre groupe appelé The Thornbirds avec Darren Leader à la guitare, qui est également membre de Steel Panther, Jeff Duncan, ancien membre du groupe de rock-metal Odin, Armored Saint, The atomik punks et DC4 ainsi que le bassiste Dean Cameron.
Au début des années 1990, Russ Parrish était professeur au Guitar Institute of Technology (GIT) à l'Institut de musique d'Hollywood. 
Russ Parrish a joué de la guitare pour Jeff Pilson dans son groupe post-Dokken War and Peace et sorti un CD, avant de rejoindre le groupe de  Rob Halford : Fight. En 1995, Parrish a joué de la guitare dans le groupe de tournée de Kevin Gilbert (surnommé "Thud") pour l'album Thud. 
Parrish peut d'ailleurs être vu sur scène avec Gilbert sur Welcome to Joytown - Thud Live at the Troubadour, un combo DVD / CD sorti en juin 2009 retraçant un concert au Troubadour à Los Angeles le 1er juin 1995. En 1996, il joue de la guitare avec le chanteur Sebastian Bach sur le morceau Rock Bottom pour un album hommage à Ace Frehley nommé Spacewalk (A Salute To Ace Frehley).